# Boris Jachnin
Boris Jachnin (1. května 1932 Praha – 17. dubna 2011 České Budějovice) byl český spisovatel, publicista, pedagog a pracovník Československého filmového ústavu, autor studie Filmová estetická výchova.

## Život
Boris Jachnin se narodil v Praze jako dítě židovského lékaře popraveného nacisty. Od dětství trpěl nevyléčitelnou chorobou (kostní tuberkulóza), která mu znemožnila pravidelnou školní docházku až do věku patnácti let.

## Dílo
Jachnin působil od 60. let 20. století jako pedagog, lektor. Svůj život zasvětil především historické a popularizační práci. Ve svých šestnácti letech se začal zabývat filmovým uměním, v roce 1952 se přihlásil na FAMU. Svým postupovým filmem Zloděj na každém rohu způsobil velký rozruch a kvůli jeho tématu byl ze školy v roce 1954 vyhozen. V roce 1955 se stěhuje zpět do Českých Budějovic, kde působí jako učitel, redaktor, osvětový pracovník a lektor. Založil zde filmový klub, který řadu let vedl. V průběhu 60. let publikoval řadu odborných textů (např. v  časopisech Film a doba, Záběr a dalších), včetně aspirantské práce na FAMU na téma Filmová estetická výchova. Po roce 1968 byl perzekvován, vystřídal řadu dělnických profesí. V roce 1991 byl na Filozofické fakultě UK rehabilitován. Po roce 1990 se věnoval řadě projektů podílejících se na kultivaci povědomí o filmové historii a filmovém umění, zejména ve spolupráci se středními i vysokými školami nebo filmovými kluby a festivalem Letní filmová škola.
Od roku 2019 uděluje Asociace pro filmovou a audiovizuální výchovu cenu Borise Jachnina za celoživotní přínos oboru a dlouhodobý pedagogický přínos.

### Básnické sbírky
- 1962: Nahýbejte se z oken

### Povídkové soubory
- 1963: Na každé cestě leží klíče
- 2007: Seďte rovně! a jiné texty 1963-2007

### Divadelní hry
- 1962: Kádrobaret, s Ivanem Pilným
- 1965: Neviditelný

### Pohádky
- 1992: Karmelínová lampa
- 2010: Dědečku, nezlob se!

### Studie
- JACHNIN, Boris. Filmová estetická výchova. Praha: Československý filmový ústav 1968.